# Radiostacja RRC-9210
Radiostacja RRC–9210 – ultrokrótkofalowa plecakowa radiostacja nadawczo-odbiorcza czwartej generacji stosowana w Siłach Zbrojnych Rzeczypospolitej Polskiej.
Radiostacja produkcji polskiej . Jest radiostacją dowódcy plutonu i kompanii (baterii) obsługiwaną przez radiooperatora.
| Dane taktyczno–techniczne   | Dane taktyczno–techniczne            |
| --------------------------- | ------------------------------------ |
| Rodzaj                      | plecakowa                            |
| Zakres częstotliwości pracy | 30–88 MHz                            |
| odstęp kanałowy             | kanały co 25 kHz                     |
| Rodzaje, techniki pracy     | FH, FCS, DFF                         |
| rodzaje emisji i pracy      | telefonia F3E; transmisja danych F1D |
| Moc toru nadawczego         | 0,5 / 5 / 10 W                       |
| Wymiary                     | 264 × 84 × 184                       |
| Ciężar                      | 3,4 kg                               |
| Napięcie zasilania          | 18–33 V                              |